# Diaphus
Diaphus – rodzaj morskich ryb świetlikokształtnych z rodziny świetlikowatych (Myctophidae).

## Występowanie
Wszystkie oceany, od Arktyki po Antarktydę, na głębokościach do 1200 m.

## Klasyfikacja
Gatunki zaliczane do tego rodzaju:
| - Diaphus adenomus - Diaphus agassizii - Diaphus aliciae - Diaphus anderseni - Diaphus antonbruuni - Diaphus arabicus - Diaphus basileusi - Diaphus bertelseni - Diaphus brachycephalus - Diaphus burtoni - Diaphus chrysorhynchus - Diaphus coeruleus - Diaphus confusus - Diaphus dahlgreni - Diaphus danae - Diaphus dehaveni - Diaphus diadematus - Diaphus diademophilus - Diaphus drachmanni - Diaphus dumerilii - Diaphus effulgens - Diaphus ehrhorni - Diaphus faustinoi - Diaphus fragilis - Diaphus fulgens - Diaphus garmani - Diaphus gigas - Diaphus handi - Diaphus holti - Diaphus hudsoni - Diaphus impostor - Diaphus jenseni - Diaphus kapalae - Diaphus knappi - Diaphus kora - Diaphus kuroshio - Diaphus lobatus - Diaphus lucidus - Diaphus lucifrons | - Diaphus luetkeni - Diaphus malayanus - Diaphus mascarensis - Diaphus meadi - Diaphus megalops - Diaphus metopoclampus - Diaphus minax - Diaphus mollis - Diaphus nielseni - Diaphus ostenfeldi - Diaphus pacificus - Diaphus pallidus - Diaphus parini - Diaphus parri - Diaphus perspicillatus - Diaphus phillipsi - Diaphus problematicus - Diaphus rafinesquii - Diaphus regani - Diaphus richardsoni - Diaphus roei - Diaphus sagamiensis - Diaphus schmidti - Diaphus signatus - Diaphus similis - Diaphus splendidus - Diaphus suborbitalis - Diaphus subtilis - Diaphus taaningi - Diaphus termophilus - Diaphus theta - Diaphus thiollierei - Diaphus trachops - Diaphus umbroculus - Diaphus vanhoeffeni - Diaphus watasei - Diaphus whitleyi - Diaphus wisneri |

Gatunkiem typowym jest D. theta.

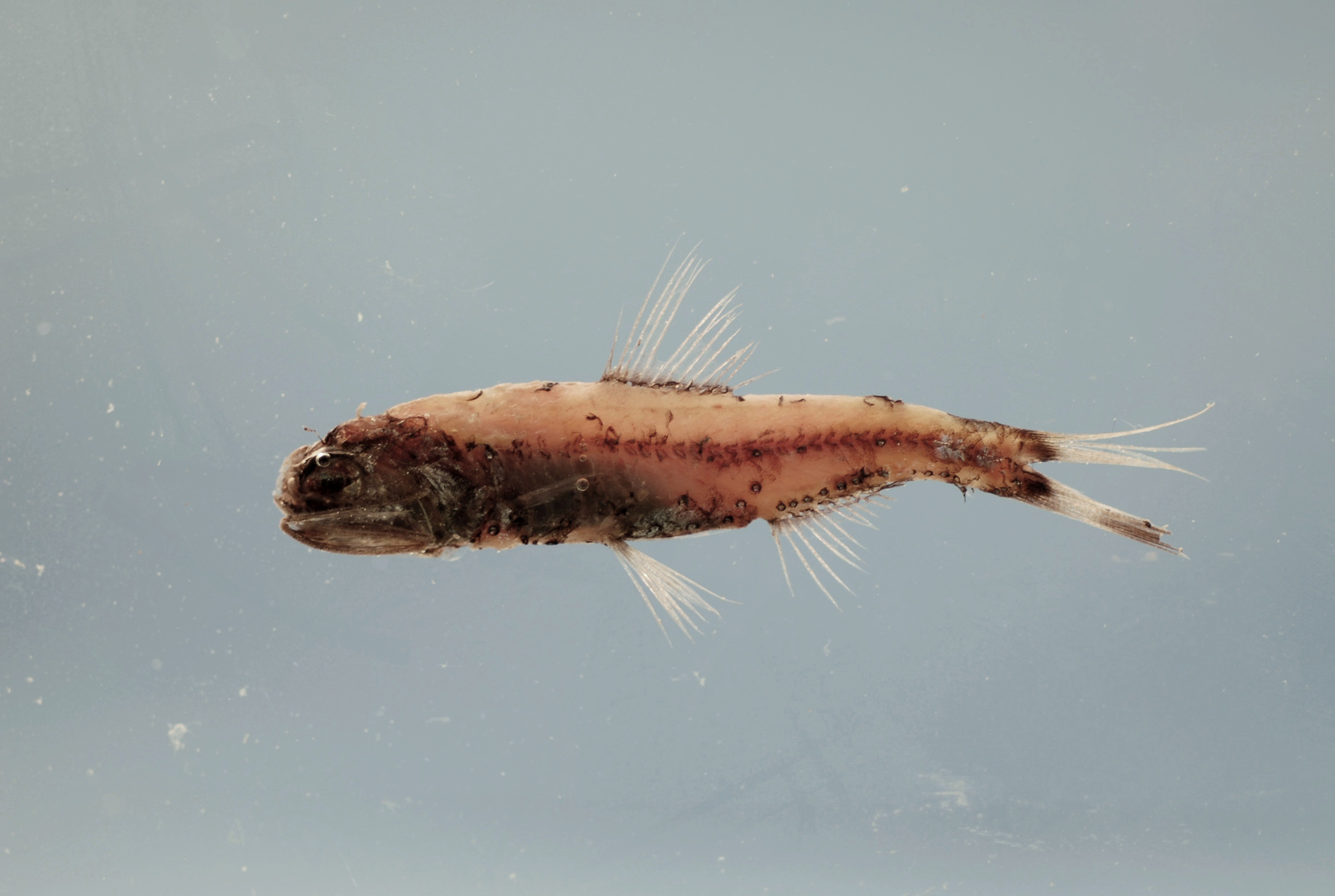
Diaphus adenomus
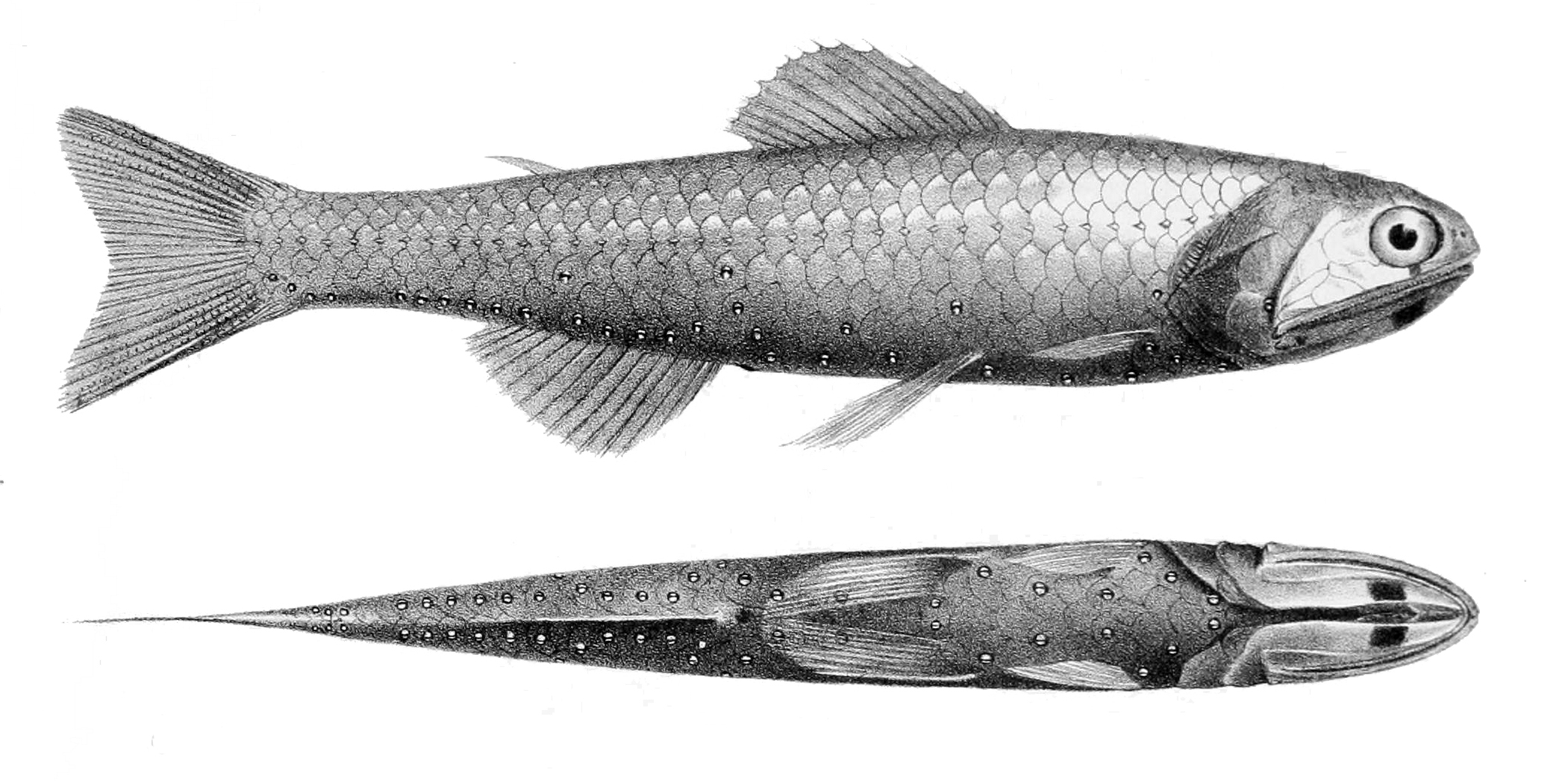
Diaphus coeruleus
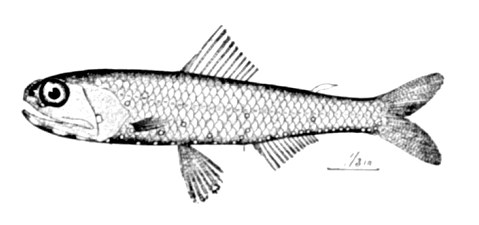
Diaphus dumerilii
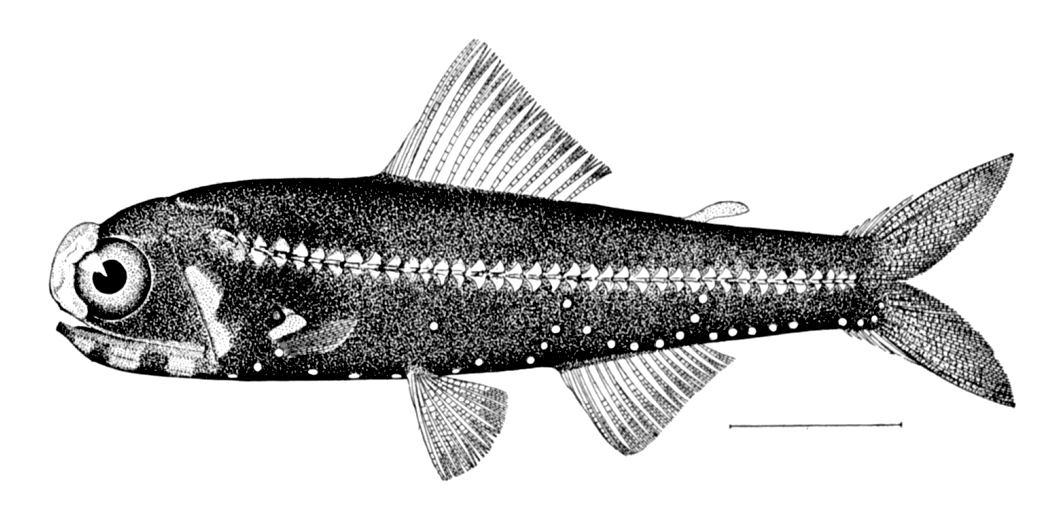
Diaphus effulgens
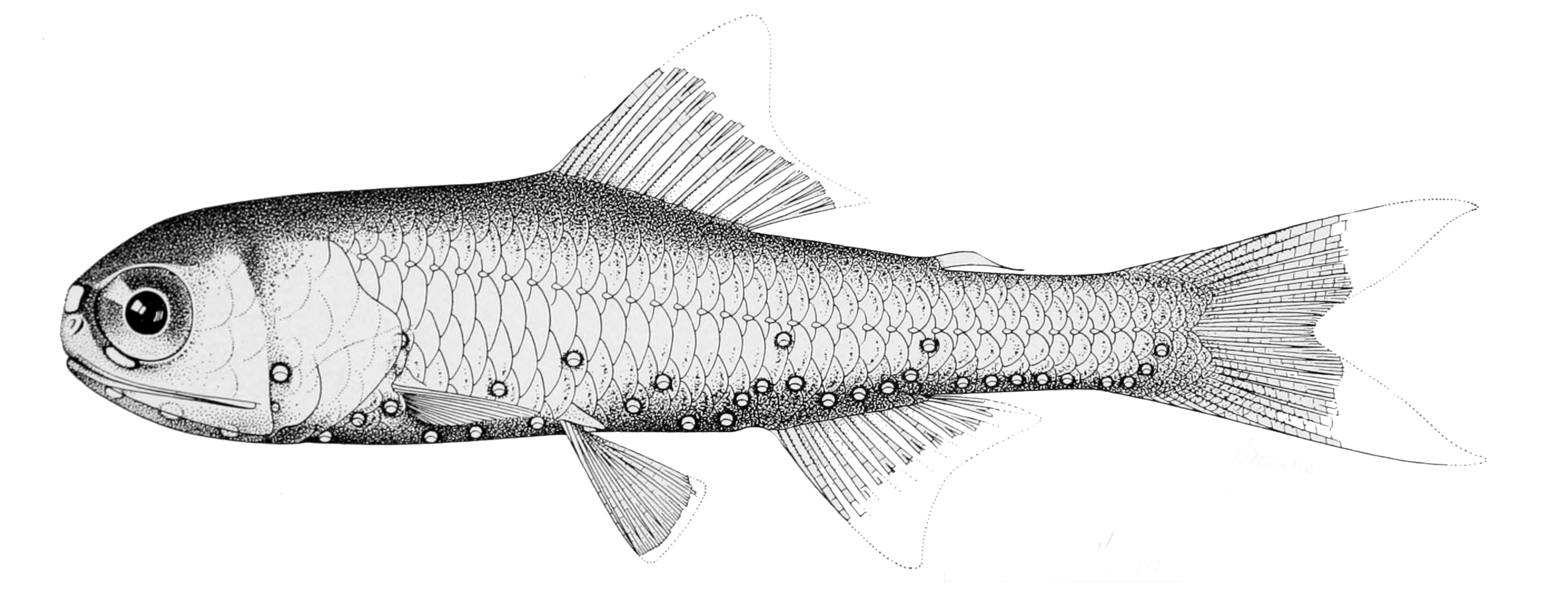
Diaphus fulgens
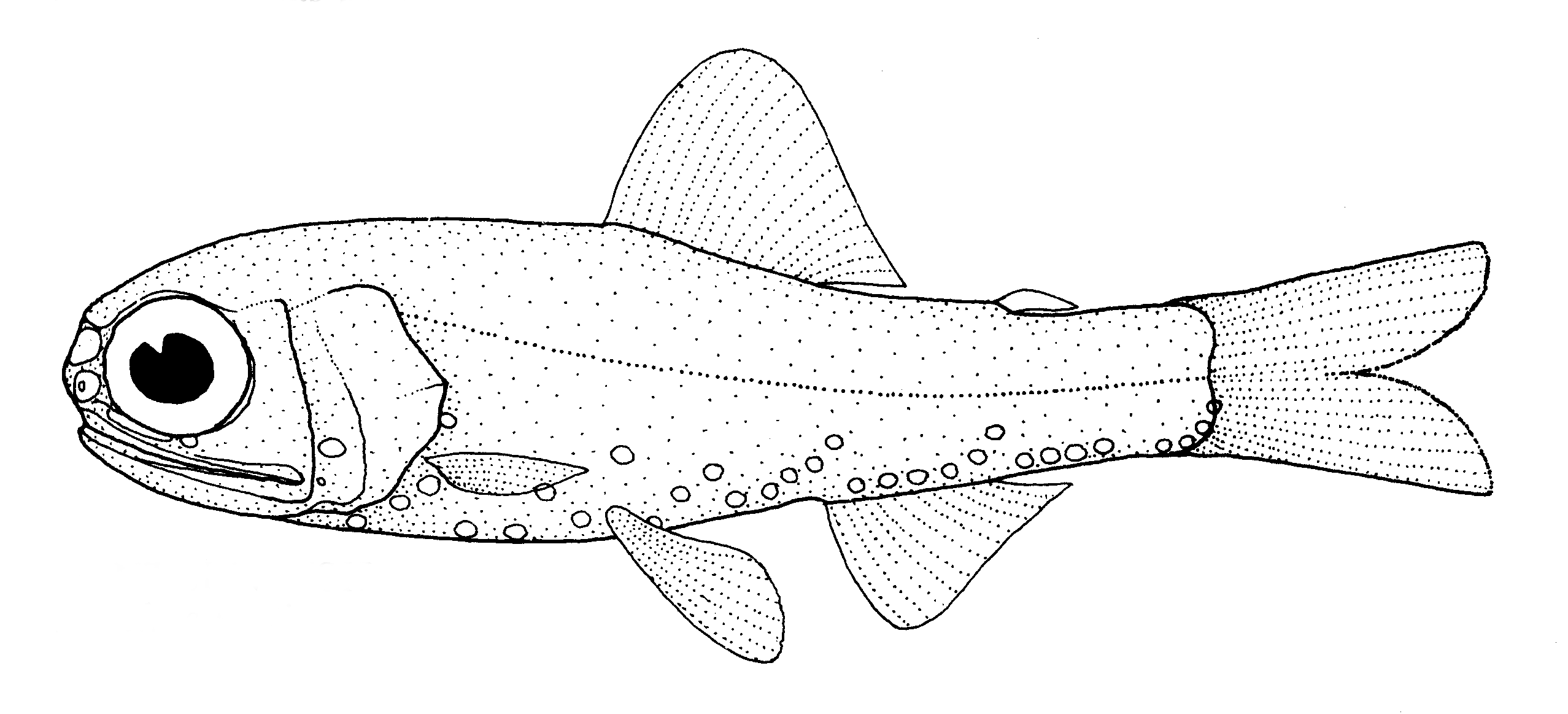
Diaphus holti
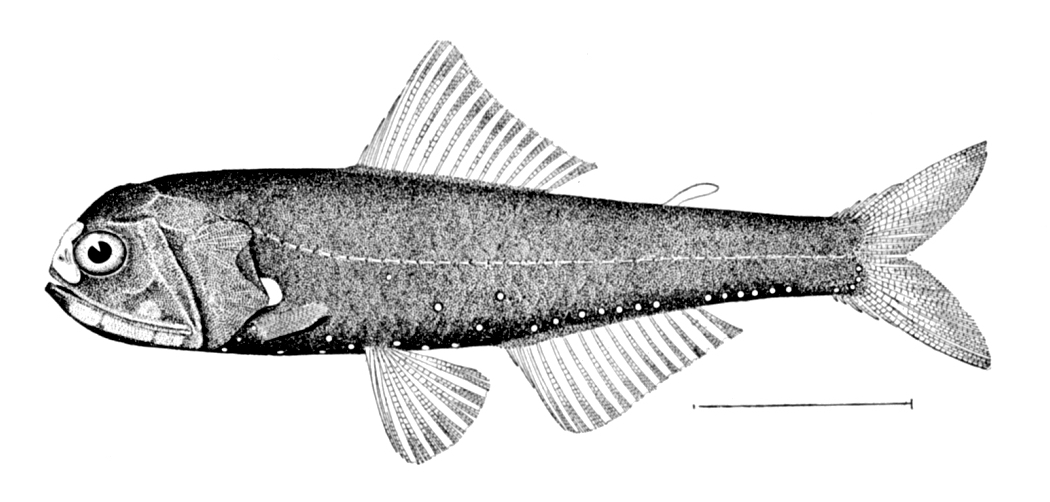
Diaphus lucidus
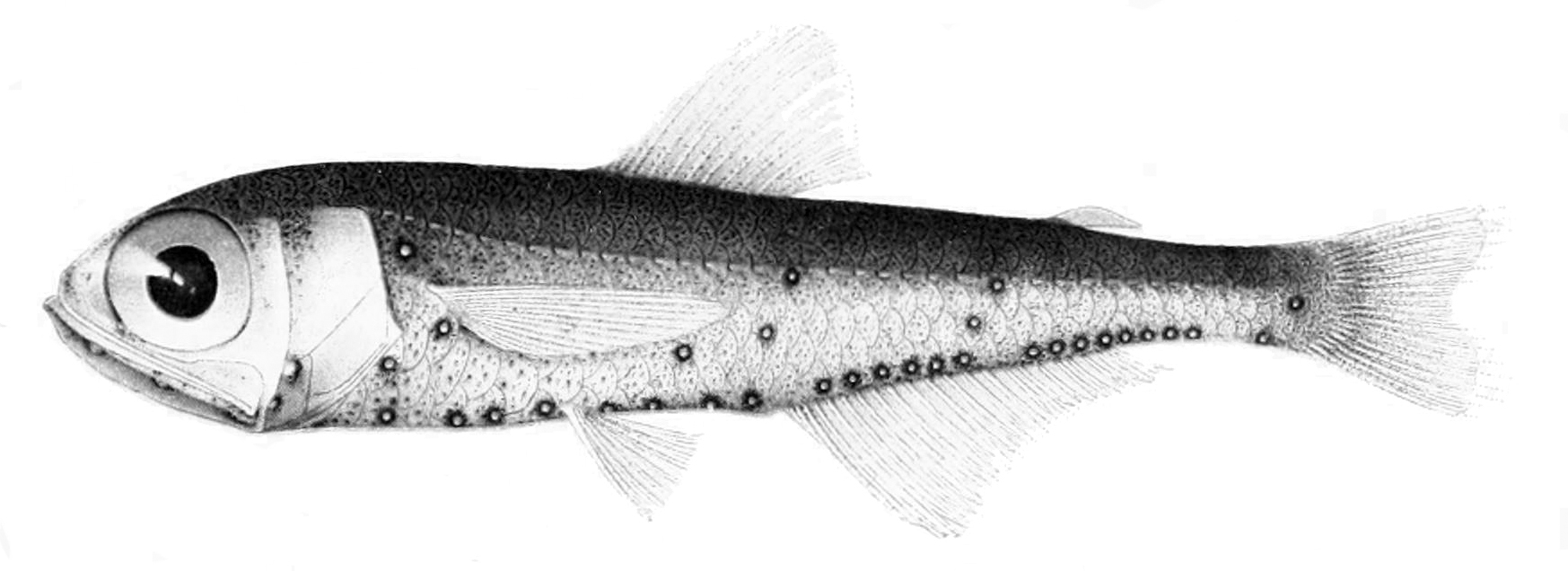
Diaphus luetkeni
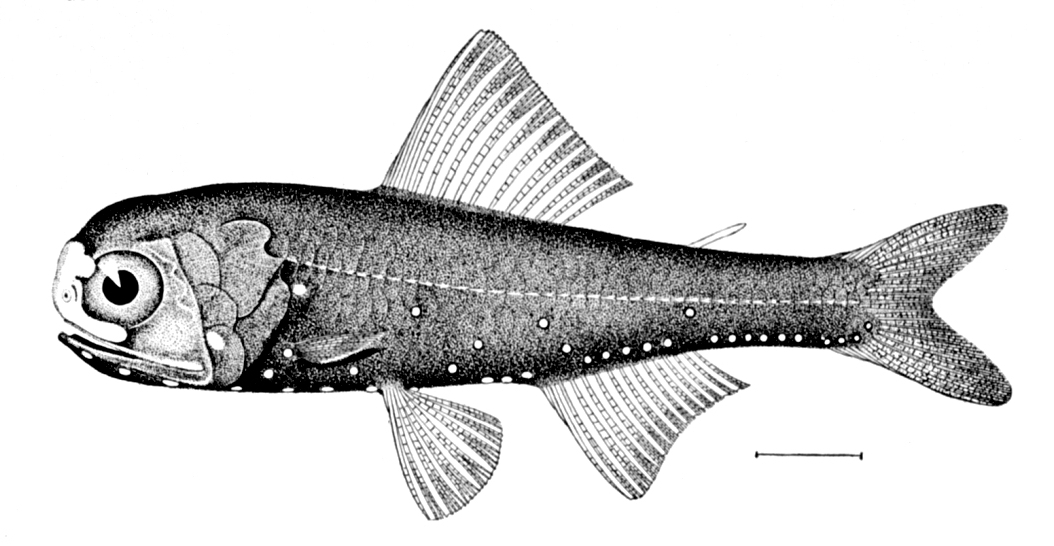
Diaphus metopoclampus
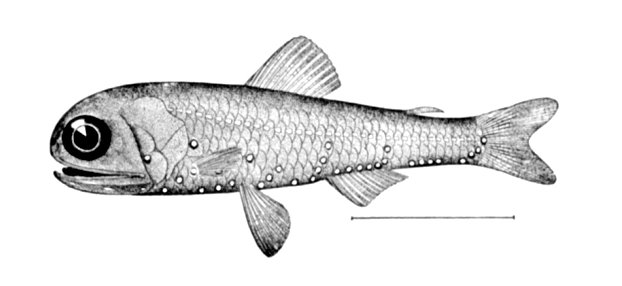
Diaphus rafinesquii
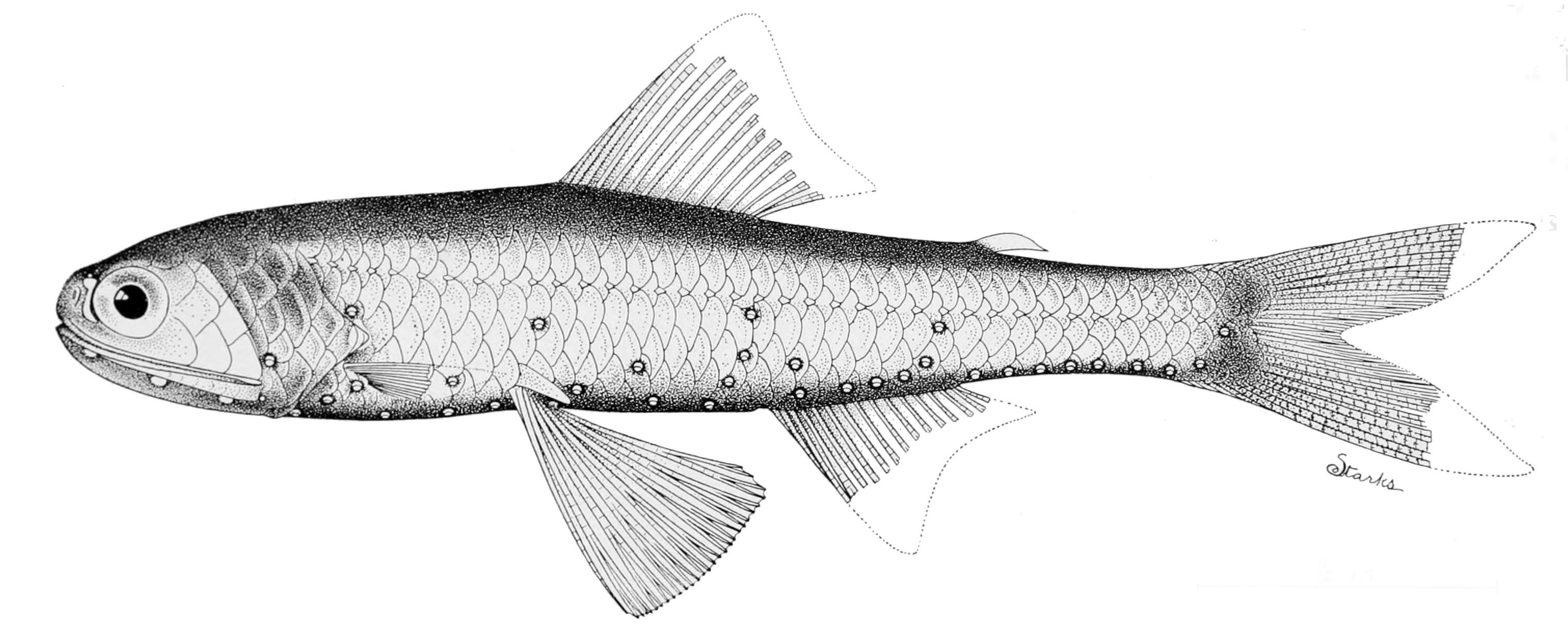
Diaphus signatus
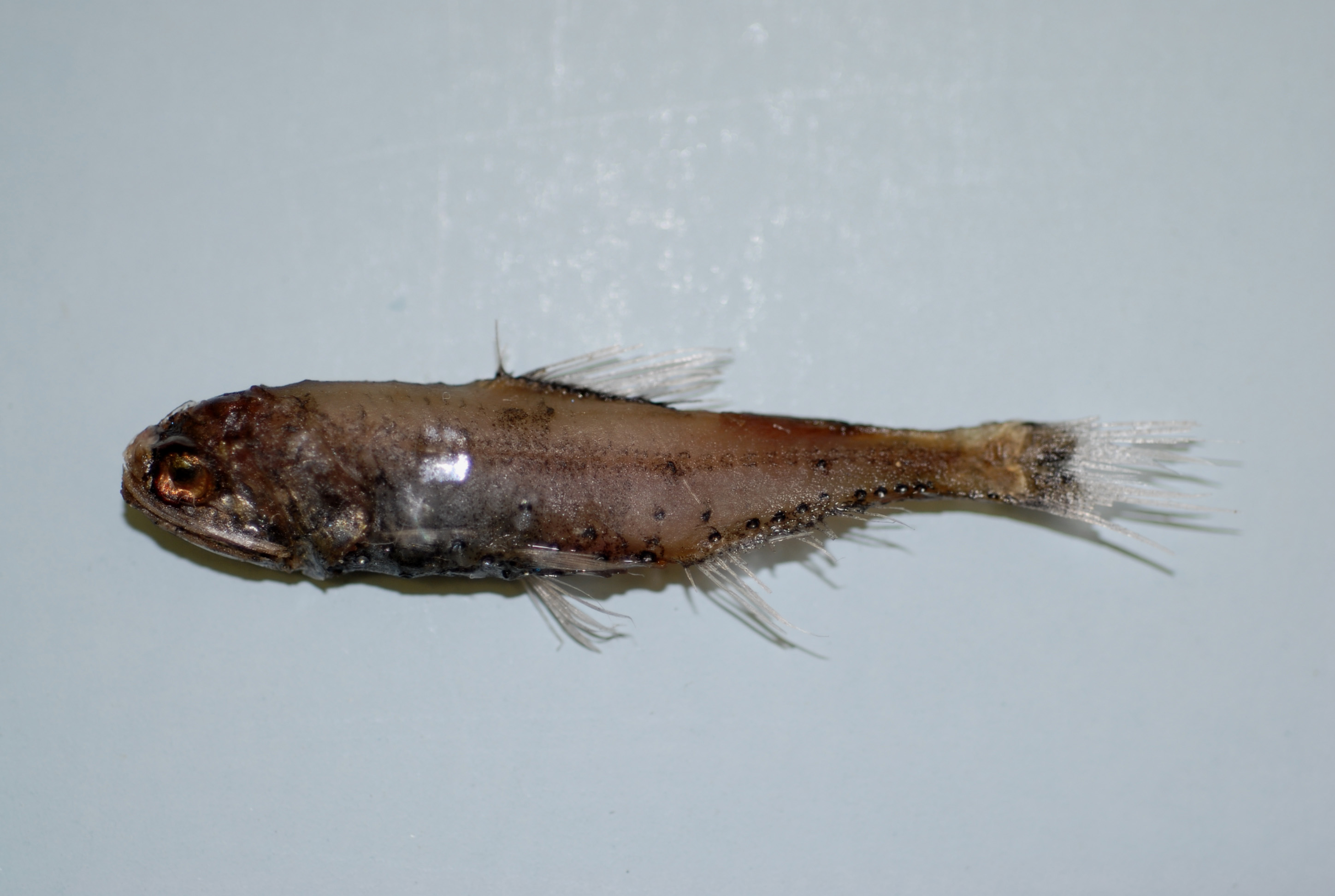
Diaphus splendidus
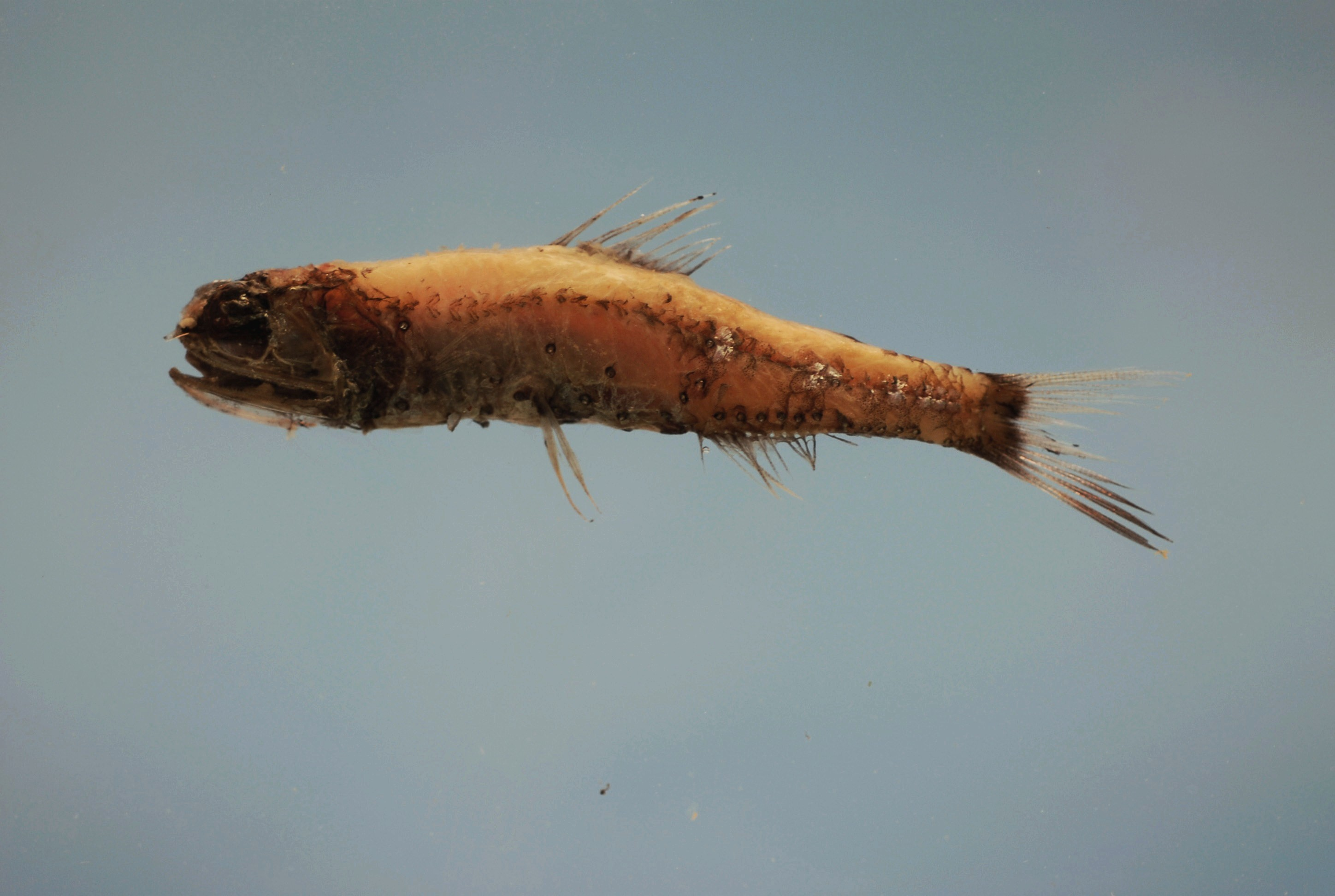
Diaphus termophilus